# Glera (uva)

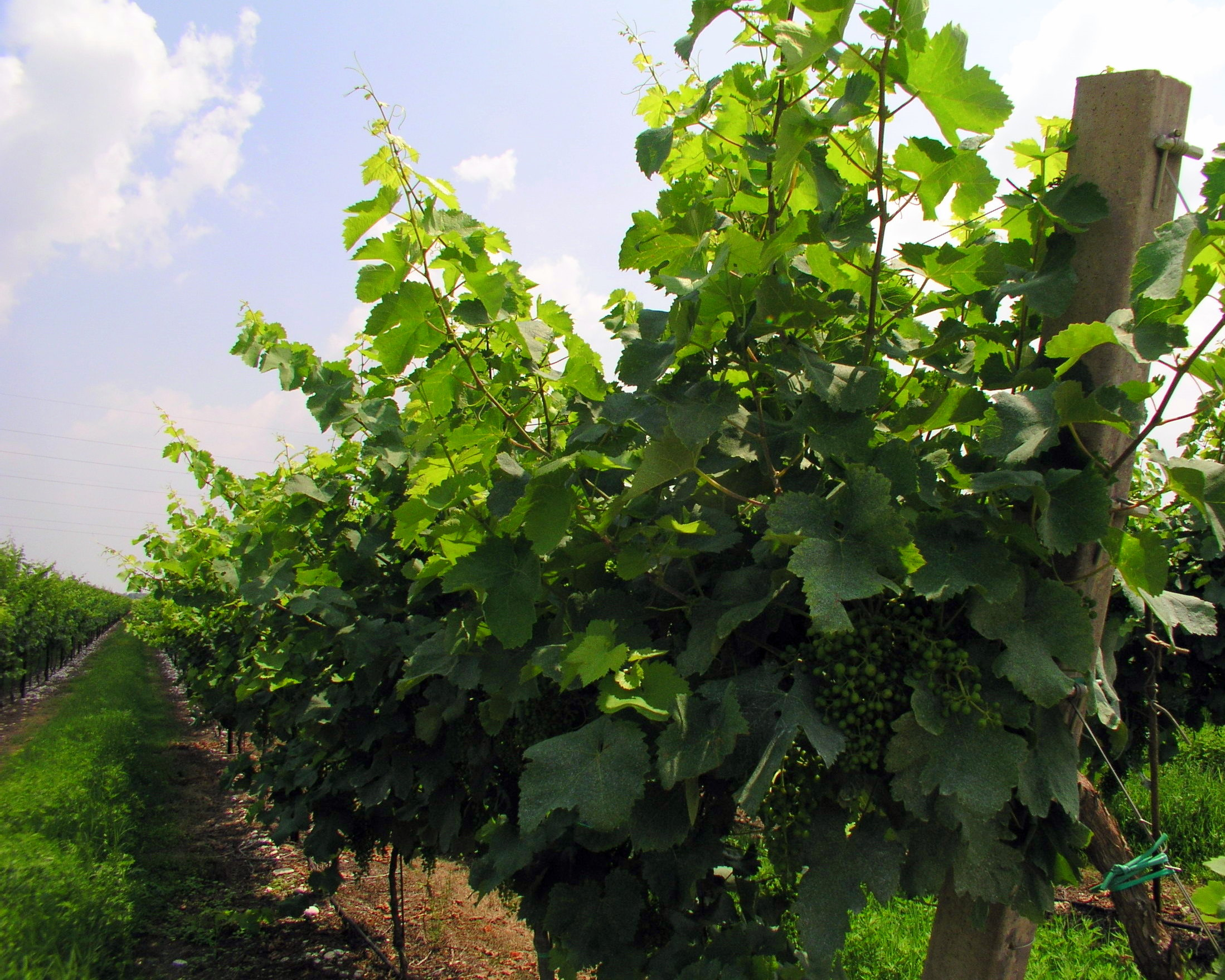
Vides de esta variedad.

La glera es una variedad blanca de uva que fue llevada a la localidad italiana de Prosecco (en esloveno Prosek) desde el Carso esloveno. Hasta 2009 la glera era referida comúnmente como prosecco (en esloveno, prosekar).
La glera es una variedad neutral que es cultivada sobre todo para su uso en vinos espumosos italianos de varias DOC y DOCG productoras del vino prosecco. Crece sobre todo en el Véneto, tradicionalmente en los alrededores de Conegliano y Valdobbiadene, en las colinas del norte de Treviso.

## Historia
Se cree que la glera es una variedad antigua. Su anterior nombre, prosecco, es por la villa de Prosseco, cercana a Trieste, donde pudo haberse originado. Se ha sugerido que fue cultivada en la época de los romanos, probablemente para el vinum pucinum citado por Plinio el Viejo, aunque esto no se sabe con certeza. Es la trigésima uva en importancia de las 2.000 variedades que hay en Italia.

## Vinos

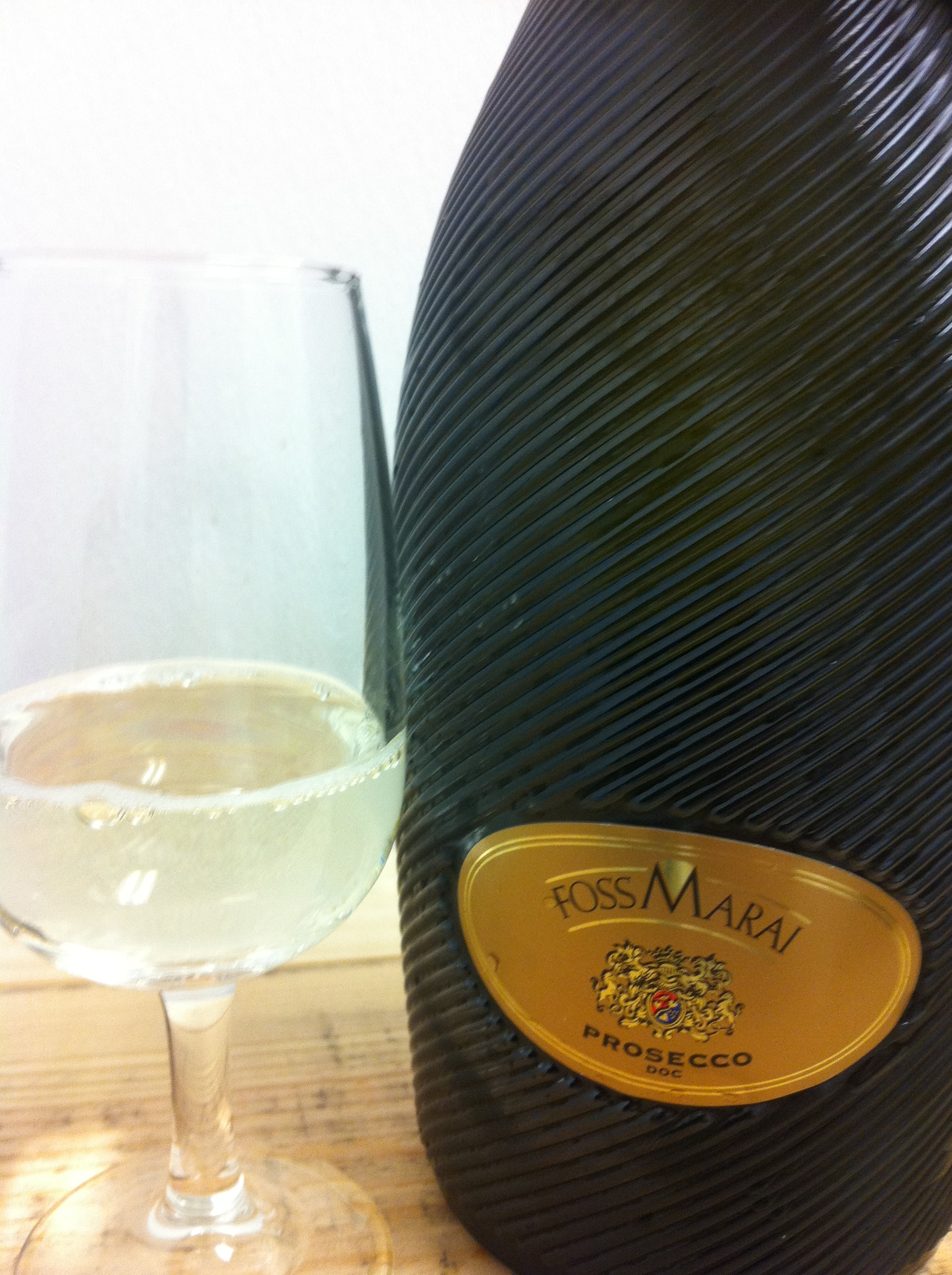
Un vino prosecco italiano hecho con glera.

La palabra prosecco se ha usado tradicionalmente para designar a la variedad de uva y al vino espumoso producido mayoritariamente de esta. Para este vino existen las DOC Prosecco di Conegliano-Valdobbiadene, Prosecco di Conegliano y Prosecco di Valdobbiadene, que están insertas en una zona IGT. Cuando se dio se otorgó el rango de DOCG (más alto) al Prosecco di Conegliano e Valdobbiadine, supuso un problema que la denominación de origen protegida llevase el nombre de la uva (cultivada en un área más grande). Para resolver este asunto, se adoptó oficialmente el antiguo sinónimo, glera, para esta variedad cuando se aprobó la DOCG en 2009. El cambio también se hizo para reducir la posibilidad de que se etiquetaran vinos sin denominación oficial como prosecos aprovechando que estaban hechos de esa uva.

## Parentesco con otras uvas
La glera es uno de los padres de la variedad incroncio manzoni 2.15 (un cruce con cabernet sauvignon) y de la uva tinta incrocio manzoni 2.14 (un cruce con la cabernet franc).

## Sinónimos
La glera también es conocida con los sinónimos ghera, glere, grappolo spargolo, posecco tondo, prosecco, prosecco balbi, prosecco bianco, prosecco nostrano, prosecco tondo, proseko sciprina, serpina y uva pissona.